# Gunungiella reducta
Gunungiella reducta är en nattsländeart som beskrevs av Georg Ulmer 1913. Gunungiella reducta ingår i släktet Gunungiella och familjen stengömmenattsländor. Inga underarter finns listade i Catalogue of Life.